# Mosteiro (Oleiros)
Mosteiro is een plaats (freguesia) in de Portugese gemeente Oleiros en telt 422 inwoners (2001).